# Utinja Vrelo
Utinja Vrelo is een plaats in de gemeente Vojnić in de Kroatische provincie Karlovac. De plaats telt 25 inwoners (2001).